# 弘田澄男
弘田 澄男（ひろた すみお、1949年5月13日 - ）は、高知県宿毛市出身の元プロ野球選手（外野手）、監督、野球解説者、評論家。
2012年からは、四国アイランドリーグplus・高知ファイティングドッグスの指導者となり、2014年から2年間、監督を務めた。

## 経歴

### プロ入りまで
高知高では1966年、2年生の時に春の選抜に中堅手として出場するが、2回戦で米子東高に敗退。また2年生の時に阪神タイガースから練習生の話が来たが高校の監督が断り、夏の予選南四国大会では準決勝で土佐高に敗れる。
1967年の春の選抜にも三塁手として連続出場、エース三本隆（日本石油）を擁し、順調に勝ち進み決勝に進出する。しかし津久見高の吉良修一投手に抑えられ延長12回の熱戦の末1-2で惜敗、準優勝に終わった。同年夏の予選南四国大会では準決勝で徳島工に敗れ、夏の甲子園には縁がなかった。高知高の同学年には荒勢永英（大相撲関脇、タレント）がいる。
高校卒業後は、社会人野球の四国銀行に入行する。補強選手として都市対抗野球に4年連続出場。
1971年の都市対抗野球では丸善石油の補強選手となり二番打者として活躍、決勝に進出する。決勝では三沢淳、佐々木恭介のいた新日本製鐵広畑に敗れたが、チームの準優勝に貢献した。

### 現役時代
1971年のドラフト3位でロッテオリオンズに指名され、父と会社からはプロ入りを反対されたが、母と前妻からの説得もあり、入団する。身長163cmとNPBで当時一番小さな選手であったが、1年目は内外野兼任のサブプレーヤーに抜擢され、主に中堅手、二塁手として42試合に先発出場。
1973年に監督に就任した金田正一から中堅手のレギュラーに抜擢され、7月11日の日拓ホームフライヤーズ戦ではサイクル安打を達成する。初の規定打席（リーグ10位、打率.295）にも到達し、同年から5年連続でダイヤモンドグラブ賞を獲得。
1974年4月27日対太平洋クラブライオンズ戦の本塁付近で宮寺勝利捕手の出した左足で走者弘田が転倒して遺恨試合に発展した。8月28日の南海ホークス戦（県営宮城球場）にて、上田卓三からランニング満塁本塁打を記録。同年はリーグ優勝を果たし、中日ドラゴンズと対戦をした日本シリーズでは第1戦の4回表三沢淳からソロ本塁打、第2戦の8回表星野仙一から同点タイムリー、第4戦の6回裏の渋谷幸春からソロ本塁打、25打数10安打7打点を記録、最終第6戦では延長10回表に星野仙一から日本一を決める決勝適時二塁打を放ち、シリーズMVPを獲得した。
1975年には打率.301（リーグ5位）と初めて3割越えを果たし、リーグ最多の148安打を記録（当時は最多安打のタイトルはなかった）。同年から2年連続でベストナインに選出される。その後も長くオリオンズのリードオフマンとして活躍し、3度の半期優勝に貢献。闘志あふれるプレーと俊足、好守が持ち味で、入団から11年連続して2桁盗塁を記録している。
1980年には自己最高の41盗塁を記録している。阪急ブレーブスの山田久志と山口高志が得意ではあったが、1981年9月16日には西宮球場でその山田からレフト方向へのホームラン性の当たりを外野フェンスによじ登っていた山森雅文にキャッチをされてアウトになり、弘田は「ホームランを1本損したな」と言っていた。山口との対戦成績は通算打率.386、安打も最多の22本放っている。また「1978年から高畠康真さんが打撃コーチになって、1979年から監督が山内一弘さんで、その時からバッティングについて考えるようになりました。」とも言っていた。一方、1978年からのロッテの本拠地だった川崎球場（1973年から1977年まではロッテに本拠地球場がなく全国各地の球場を転戦するジプシー・ロッテと言われていた）については「外野に穴空いているしボコボコで、暗いし、ネズミが出て、最初はトイレから水流れないし、最悪な球場でした。（1978年時点の）他のパ・リーグの球場も酷くて、良かったのは後楽園球場と西宮球場ぐらいでした。」と述べていた。
1984年に藤倉一雅との交換トレードで阪神タイガースに移籍。弘田はトレードされた理由について「煙たがれていたのでしょうね。私、選手副会長だったので会長の落合博満にも言いたいことは言いました。」と述べている。移籍1年目は主に2番打者として打率.313（リーグ9位）を記録。
1985年のシーズン後半は北村照文、吉竹春樹に定位置を譲るが、21年ぶりのリーグ優勝に貢献。西武ライオンズと対戦をした日本シリーズでも2リーグ制になってから初めての日本一に貢献した（弘田自身、両リーグで日本一を経験したことになる）。同年のシリーズで初めて指名打者制が採用され、同年は全試合指名打者制で行われた。監督の吉田義男はセ・リーグ球団初の指名打者に弘田を起用、全6試合「2番・指名打者」として先発出場。22打数3安打0本塁打で打率.136と指名打者の成績としては物足りなかったものの、3安打の全ては後続のクリーンナップへチャンスをつなげる役割を果たしており、特に第1戦の8回表には真弓明信の二塁打を足掛かりに弘田が送りバントから打球が一、二塁間を抜けるヒットへと作戦を変えるバスターで出塁して、3番打者のランディ・バースが試合を決める3ランホームランを演出した。
1988年に一軍外野守備走塁コーチ兼任となったが、選手としての支配下登録は事実上形式的なもので試合出場はなく、背番号も専任コーチ並みの73に変更していた。同年限りで正式に引退。
弘田は「阪神に来て良かったのは声援の多さです。でも派閥が面倒臭い球団でした。引退の理由は目ですね。動体視力が落ちて、バッティングは何とかなると思いますが、外野守備になると厳しい。バッティングというものが分かってきたのでまだ続けたい気持ちはありましたが」と述べている。1985年から3年間阪神で同僚だった長崎慶一（阪神在籍時の登録名は長崎啓二）は「元々阪神の野球も大雑把だったけど、ロッテから来た弘田澄男さんや僕が配球ノートを付けていたことでみんなの意識が変わり始めたんです。」と述べている。

### 引退後
引退後は、1989年阪神一軍外野守備・走塁コーチ、1990年阪神一軍打撃コーチ、1991年阪神一軍外野守備・走塁コーチ、1992年～1997年に大洋・横浜二軍打撃兼外野守備・走塁コーチ、一軍外野守備・走塁コーチ、ヘッドコーチ、一軍野手チーフコーチ、1998年巨人二軍外野守備・走塁コーチ、1999年～2000年巨人一軍外野守備・走塁コーチ、2001年巨人一軍打撃コーチ、2004年～2005年に巨人一軍外野守備・走塁コーチ（2005年は打撃補佐兼任）を歴任した。三宅博は著書の中でセンスを持ったクセ盗みの名人と記している。横浜時代には監督大矢明彦の下でチームの躍進に貢献し、谷繁元信は「弘田さん（当時外野守備走塁コーチ）に外野守備の練習めっちゃさせられたでしょう。弘田さんのノックがまたうまかった。」、佐伯貴弘は「僕が1年目に二軍に行ったときに付きっきりでやってくれたのは竹之内さんです。95年限りで長池さん、竹之内さんが辞められた打撃指導してくれたのはヘッドになった弘田さん。僕にとってはこの3人が恩人です。」と述べている。高橋由伸が一目を置くほどの打撃職人でもあった。
2005年の巨人コーチ時代、タフィ・ローズの緩慢プレーに際しダッグアウトでもみ合いとなり、ローズに突き飛ばされる。ローズは、不甲斐ない投手陣に対し「あいつらが打たれるのも俺のせいなのか」と記者たちの面前で吠えまくり、オーナー命令により罰金を受けた。
その後、2006 ワールド・ベースボール・クラシック日本代表外野守備・走塁コーチを務め世界一に貢献し、現場を離れてからは、J SPORTS野球解説者およびスポーツ報知評論家を務める。
2007年からは再び大矢の下、横浜で一軍ヘッド兼打撃コーチに就任したが、チーム成績が最下位と低迷した責任をとる形で2008年限りで解任、その後横浜のフロントで編成部門を担当することになった。
2012年、四国アイランドリーグplus・高知ファイティングドッグスの球団アドバイザー兼総合コーチに就任。
2014年からは監督を務める。在任中は2014年にチームの連続最下位を止めたが、2015年は再び前後期とも最下位となり、シーズン終了後の10月26日に退任が発表された。
2019年現在は母校の高知高校で土日に野球部のコーチをしている。

## 選手としての特徴・人物
163センチの小柄な体型を目いっぱい使ったフルスイング（弘田本人いわく“イケイケ打法” ）が魅力。また、入団から11年連続で2ケタ盗塁を記録した俊足と堅実な外野守備も武器であった。ロッテ時代は好球必打のリードオフマンとして活躍。阪神時代は主に中軸につなぐ2番打者として右打ち・犠打を器用にこなす活躍を見せた。コーチ時代もバットコントロール健在で、ノックの名人であった。
小柄な体型ながら、持ち前の負けん気の強さと独自の工夫で飛躍を果たしている。
そろばんを得意としている。また、手先が器用で札束を数えるのが名人芸であったという。

## 詳細情報

### 年度別打撃成績
| 年 度      | 球 団      | 試 合 | 打 席 | 打 数 | 得 点 | 安 打 | 二 塁 打 | 三 塁 打 | 本 塁 打 | 塁 打 | 打 点 | 盗 塁 | 盗 塁 死 | 犠 打 | 犠 飛 | 四 球 | 敬 遠 | 死 球 | 三 振 | 併 殺 打 | 打 率 | 出 塁 率 | 長 打 率 | O P S |
| ---------- | ---------- | ----- | ----- | ----- | ----- | ----- | -------- | -------- | -------- | ----- | ----- | ----- | -------- | ----- | ----- | ----- | ----- | ----- | ----- | -------- | ----- | -------- | -------- | ----- |
| 1972       | ロッテ     | 71    | 197   | 187   | 29    | 53    | 9        | 3        | 1        | 71    | 16    | 18    | 6        | 1     | 1     | 7     | 0     | 1     | 17    | 1        | .283  | .311     | .380     | .691  |
| 1973       | ロッテ     | 127   | 546   | 499   | 87    | 147   | 18       | 6        | 13       | 216   | 50    | 22    | 9        | 8     | 3     | 27    | 1     | 9     | 35    | 6        | .295  | .340     | .433     | .773  |
| 1974       | ロッテ     | 123   | 477   | 434   | 56    | 128   | 18       | 4        | 9        | 181   | 60    | 26    | 8        | 10    | 2     | 27    | 1     | 4     | 27    | 12       | .295  | .340     | .417     | .758  |
| 1975       | ロッテ     | 126   | 541   | 491   | 71    | 148   | 19       | 6        | 11       | 212   | 54    | 35    | 12       | 8     | 5     | 33    | 1     | 4     | 25    | 6        | .301  | .347     | .432     | .779  |
| 1976       | ロッテ     | 113   | 439   | 403   | 49    | 115   | 14       | 2        | 4        | 145   | 31    | 26    | 9        | 13    | 1     | 19    | 1     | 3     | 34    | 7        | .285  | .322     | .360     | .681  |
| 1977       | ロッテ     | 114   | 445   | 403   | 55    | 96    | 10       | 2        | 2        | 116   | 23    | 20    | 13       | 10    | 4     | 24    | 1     | 4     | 23    | 6        | .238  | .285     | .288     | .573  |
| 1978       | ロッテ     | 115   | 407   | 371   | 36    | 91    | 14       | 1        | 2        | 113   | 31    | 25    | 9        | 12    | 2     | 19    | 0     | 3     | 24    | 5        | .245  | .286     | .305     | .591  |
| 1979       | ロッテ     | 101   | 421   | 397   | 54    | 113   | 28       | 0        | 4        | 153   | 31    | 13    | 11       | 8     | 1     | 12    | 1     | 3     | 16    | 2        | .285  | .310     | .385     | .695  |
| 1980       | ロッテ     | 116   | 493   | 427   | 66    | 112   | 20       | 1        | 5        | 149   | 43    | 41    | 10       | 8     | 7     | 46    | 1     | 5     | 26    | 4        | .262  | .336     | .349     | .685  |
| 1981       | ロッテ     | 122   | 515   | 460   | 56    | 122   | 18       | 1        | 5        | 157   | 40    | 29    | 6        | 26    | 2     | 23    | 1     | 3     | 32    | 4        | .265  | .303     | .341     | .645  |
| 1982       | ロッテ     | 107   | 406   | 365   | 39    | 94    | 16       | 2        | 7        | 135   | 35    | 22    | 9        | 19    | 2     | 20    | 1     | 0     | 26    | 4        | .258  | .295     | .370     | .664  |
| 1983       | ロッテ     | 84    | 278   | 245   | 13    | 60    | 6        | 1        | 1        | 71    | 13    | 7     | 4        | 12    | 2     | 16    | 0     | 1     | 21    | 3        | .245  | .292     | .290     | .581  |
| 1984       | 阪神       | 110   | 409   | 361   | 45    | 113   | 18       | 4        | 7        | 160   | 34    | 6     | 2        | 14    | 2     | 30    | 0     | 1     | 23    | 6        | .313  | .365     | .374     | .739  |
| 1985       | 阪神       | 85    | 269   | 223   | 38    | 66    | 6        | 1        | 5        | 89    | 22    | 2     | 0        | 23    | 2     | 20    | 0     | 1     | 25    | 1        | .296  | .354     | .399     | .753  |
| 1986       | 阪神       | 73    | 208   | 195   | 22    | 47    | 6        | 1        | 0        | 55    | 4     | 2     | 2        | 4     | 1     | 5     | 0     | 3     | 22    | 8        | .241  | .270     | .282     | .552  |
| 1987       | 阪神       | 5     | 5     | 5     | 0     | 1     | 0        | 0        | 0        | 1     | 0     | 0     | 0        | 0     | 0     | 0     | 0     | 0     | 2     | 0        | .200  | .200     | .200     | .400  |
| 通算：16年 | 通算：16年 | 1592  | 6056  | 5466  | 716   | 1506  | 220      | 35       | 76       | 2024  | 487   | 294   | 110      | 176   | 37    | 328   | 9     | 45    | 378   | 75       | .276  | .320     | .370     | .690  |

- 各年度の太字はリーグ最高

### タイトル
- 最多安打：1回（1975年）※当時連盟表彰なし

### 表彰
- ベストナイン：2回 （1975年、1976年）
- ダイヤモンドグラブ賞：5回 （1973年 - 1977年）
- 日本シリーズMVP：1回 （1974年）

### 記録
初記録
- 初出場：1972年4月8日、対近鉄バファローズ1回戦（東京スタジアム）、3回表に山崎裕之に代わり二塁手として出場
- 初安打：1972年5月17日、対近鉄バファローズ5回戦（日生球場）、9回表に西田孝之の代打として出場、鈴木啓示から
- 初先発出場：1972年7月4日、対南海ホークス13回戦（大阪スタヂアム）、1番・中堅手として先発出場
- 初打点：1972年7月8日、対近鉄バファローズ11回戦（東京スタジアム）、3回裏に清俊彦から適時打
- 初本塁打：1972年7月20日、対阪急ブレーブス14回戦（東京スタジアム）、2回裏に石井茂雄から3ラン

節目の記録
- 1000試合出場：1980年9月30日、対日本ハムファイターズ後期13回戦（川崎球場）、2番・中堅手として先発出場　※史上220人目
- 1000安打：1980年10月4日、対西武ライオンズ後期11回戦（川崎球場）、3回裏に森繁和から中前適時打　※史上119人目
- 1500試合出場：1985年8月30日、対横浜大洋ホエールズ19回戦（阪神甲子園球場）、4回裏に嶋田宗彦の代打として出場、堀井幹夫から適時打　※史上82人目
- 1500安打：1986年9月27日、対ヤクルトスワローズ25回戦（阪神甲子園球場）、8回裏に黒田真二から右前安打　※史上52人目

その他の記録
- サイクルヒット：1973年7月11日、対日拓ホームフライヤーズ前期12回戦（明治神宮野球場）　※史上26人目
- オールスターゲーム出場：3回 （1974年、1975年、1977年）

### 背番号
- 35 （1972年）
- 3 （1973年 - 1983年）
- 1 （1984年 - 1987年）
- 73 （1988年、1998年 - 2001年、2004年 - 2005年、2012年 - 2015年）
- 84 （1989年 - 1991年）
- 71 （1992年 - 1997年）
- 72 （2007年 - 2008年）
- 88 （2006年WBC）